# Cryptobiantes protector
Cryptobiantes protector – gatunek kosarza z podrzędu Laniatores i rodziny Biantidae. Jedyny znany przedstawiciel monotypowego rodzaju Cryptobiantes.